# All or Nothing (альбом Pennywise)
All or Nothing — десятый студийный альбом панк-рок группы Pennywise, который вышел 1 мая 2012 года. Это первый альбом Pennywise с момента Reason to Believe (2008), самый длинный их перерыв между студийными альбомами. Альбом был записан совместно с вокалистом Золи Теглашем, который заменил Джима Линдберга с февраля 2010 по октябрь 2012, а также их первый релиз на Epitaph Records с 2005 года после The Fuse (хотя их предыдущий альбом был выпущен на этом лейбле в Европе).

## Принятие альбома
Альбом дебютировал под номером 66 в чарте Canadian Albums Chart, и был в целом хорошо принят фанатами.
Песня «Revolution» является официальной темой для игры WWE 13.

## Список композиций
| №                   | Название                                                     | Длительность |
| ------------------- | ------------------------------------------------------------ | ------------ |
| 1.                  | «All or Nothing»                                             | 2:29         |
| 2.                  | «Waste Another Day»                                          | 2:22         |
| 3.                  | «Revolution»                                                 | 3:25         |
| 4.                  | «Stand Strong»                                               | 3:10         |
| 5.                  | «Let Us Hear Your Voice»                                     | 3:43         |
| 6.                  | «Seeing Red»                                                 | 2:54         |
| 7.                  | «Songs of Sorrow»                                            | 3:35         |
| 8.                  | «X Generation»                                               | 3:15         |
| 9.                  | «We Have It All»                                             | 2:59         |
| 10.                 | «Tomorrow»                                                   | 3:17         |
| 11.                 | «All Along»                                                  | 3:09         |
| 12.                 | «United»                                                     | 2:49         |
| 13.                 | «The Fallen» (Специальное издание/австралийский релиз на CD) | 3:17         |
| 14.                 | «Locked In» (Специальное издание)                            | 2:23         |
| Общая длительность: | Общая длительность:                                          | 37:16        |

## Участники
- Золи Теглаш — вокал;
- Флетчер Дрегги — гитара;
- Рэнди Брэдбери — бас;
- Байрон МакМакин — барабаны.